# Хоакін Андуага Куенка
Хоакін Андуага Куенка (ісп. Joaquín Anduaga Cuenca) — іспанський політик, виконував обов'язки державного секретаря країни навесні 1821 року.